# Vlajka
Český národně socialistický tábor Vlajka (Bandera del Camp Nacional-Socialista Txec) o simplement Vlajka (Bandera) fou un partit polític de caràcter feixista de model alemany, fundat el 1930 per Jan Rys-Roszevač, influït pel filòsofs F. Mareš i Vrzalik, i subvencionat pels nazis alemanys.
Van tenir poc pes específic del 1930 al 1939. Quan els alemanys van instal·lar al país el Protectorat de Bohèmia-Moràvia, van dur a terme alguns aldarulls amb la finalitat de prendre el poder. El 1939 tenia 13.000 membres i un cos paramilitar, la Guàrdia Svatopulk, dels quals el gener del 1940 en perdria el control, però va incorporar el partit minúscul Národní Árijská Kulturní Jednota (Unió Cultural Nacional Ària). Els nazis el van dissoldre el 1943 i els seus membres foren obligats a afiliar-se al Moviment Nacional Solidarista d'Emil Hácha.